# Крик
Крик е товароподемно устройство за вертикално издигане на компактни товари на височина до 1 м. Бива винтов (товароподемност до 50 тона), хидравличен (до 500 тона) и пневматичен. Може да е с ръчно или с механично задвижване. Намира приложение при монтажни и ремонтни работи.